# Велики зелени кратконоги гуштер
Велики зелени кратконоги гуштер (Chioninia coctei) је гмизавац из реда љускаша (Squamata) и породице роваша (Scincidae). 

## Станиште
Велики зелени кратконоги гуштер је имао станиште на копну.

## Угроженост
Ова врста је изумрла, што значи да нису познати живи примерци.